# Список країн за викидами вуглекислого газу

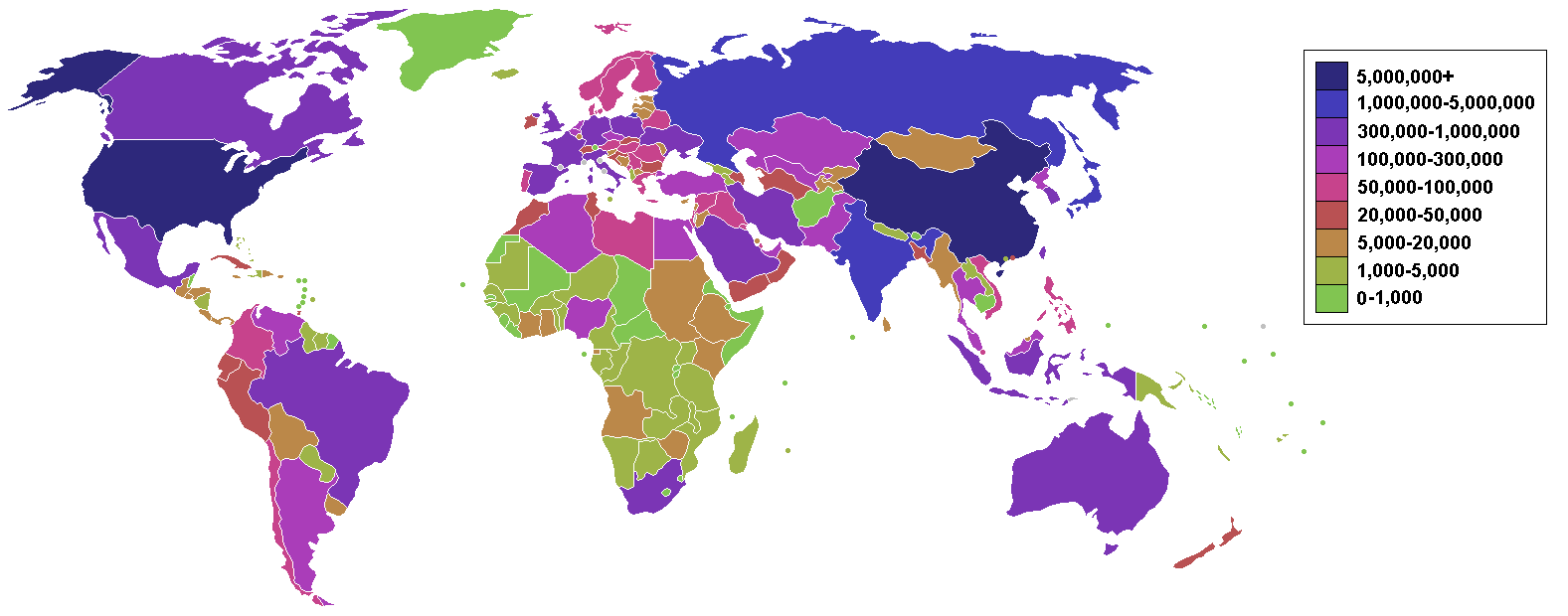
Країни за викидами вуглекислого газу через спалювання викопного палива, в тисячах тонн на рік (синім кольором позначені країни з найвищими рівнями викидів, зеленим — з найнижчими).

Показники 2013 року для 40 країн з найбільшими викидами. Зліва наведені абсолютні показники, справа — на душу населення. За даними EU Edgar database

Сумарні викиди CO_{2} від 1970 до 2013 для 40 країн з найбільшими викидами, включаючи деякі міжнародні галузі. За даними [http://edgar.jrc.ec.europa.eu/overview.php?v=CO2ts_pc1990-2013 EU EDGAR database

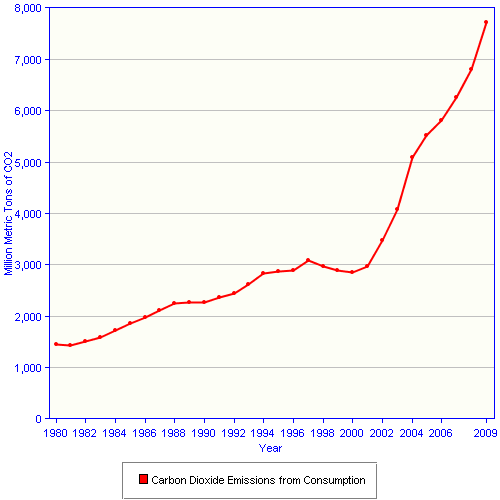
Викиди в Китаї від 1980 до 2009, в мільйонах тонн.

В цьому списку представлені суверенні країни або території за величиною викидів вуглекислого газу внаслідок тих чи інших видів людської діяльності. Його побудовано відповідно до бази даних EDGAR від 2014 року, авторами якої є Європейська комісія і Нідерландське агентство з оцінювання стану довкілля. В лівій колонці — абсолютні показники викидів CO2 за 2014 рік в тисячах тонн, а в правій колонці — на душу населення. Тут йдеться лише про викиди вуглекислого газу від спалювання горючих корисних копалин і виробництва цементу, але не взято до уваги викиди від землекористування, зміни землекористування та лісництва. Також представлено дані для міжнародного судноплавства та авіації, які можуть значно впливати на маленькі країни з важливими морськими і аеропортами.
10 перших країн у цій таблиці дають 68,2% загальних світових викидів. Інші парникові гази, навіть більш потужні, серед яких метан, не взяті до уваги при побудові таблиці.
| Країна                   | викиди CO2 в тис. тонн | Викиди на душу нас. в тоннах |
| ------------------------ | ---------------------- | ---------------------------- |
| світ                     | 35 669 000             | 5,0                          |
| КНР                      | 10 540 000             | 7,6                          |
| США                      | 5 334 000              | 16,5                         |
| Європейський Союз        | 3 415 000              | 6,7                          |
| Індія                    | 2 341 000              | 1,8                          |
| Росія                    | 1 766 000              | 12,4                         |
| Японія                   | 1 278 000              | 10,1                         |
| Німеччина                | 767 000                | 9,3                          |
| Міжнародне судноплавство | 624 000                | -                            |
| Іран                     | 618 000                | 7,9                          |
| Південна Корея           | 610 000                | 12,3                         |
| Канада                   | 565 000                | 15,9                         |
| Бразилія                 | 501 000                | 2,5                          |
| Саудівська Аравія        | 494 000                | 16,8                         |
| Міжнародна авіація       | 492 000                | -                            |
| Мексика                  | 456 000                | 3,7                          |
| Індонезія                | 452 000                | 1,8                          |
| Велика Британія          | 415 000                | 6,5                          |
| Австралія                | 409 000                | 17,3                         |
| ПАР                      | 392 000                | 7,4                          |
| Туреччина                | 353 000                | 4,7                          |
| Італія                   | 337 000                | 5,5                          |
| Франція                  | 323 000                | 5,0                          |
| Польща                   | 298 000                | 7,8                          |